# Goldene Kamera 1981
Die Verleihung der Goldenen Kamera 1981 fand am 11. Februar 1982 im Verlagshaus der Axel Springer GmbH in Berlin statt. Es war die 17. Verleihung dieser Auszeichnung. Das Publikum wurde durch den Verleger Axel Springer begrüßt. Die Verleihung der Preise sowie die Moderation übernahm Werner Veigel. An der Veranstaltung nahmen etwa 350 Gäste teil. Die Verleihung wurde nicht im Fernsehen übertragen. Die Leser wählten in der Kategorie Beste/r Sportler/in ihre Favoriten.

## Preisträger

### Schauspieler
- Hans-Christian Blech – Collin
- Curd Jürgens – Collin

### Schauspielerin
- Marianne Hoppe – Die Baronin

### Bester Autor
- Robert Stromberger – Tod eines Schülers

### Bester Dokumentarfilmer
- Jost von Morr – Flucht und Vertreibung und Das Tribunal von Nürnberg

### Bester Journalist
- Kurt-J. Hammers – Beiträge zum „Jahr der Behinderten“

### Bester Moderation
- Joachim Fuchsberger – Heut’ abend und Auf Los geht’s los

### Beste Parodistin
- Beatrice Richter – Rudis Tagesshow

### Bester Sportler
- Franz Beckenbauer (1. Platz der Hörzu-Leserwahl)
- Uwe Seeler (2. Platz der Hörzu-Leserwahl)
- Björn Borg (3. Platz der Hörzu-Leserwahl)

### Beste Sportlerin
- Rosi Mittermaier (1. Platz der Hörzu-Leserwahl)
- Heide Rosendahl (1. Platz der Hörzu-Leserwahl)
- Wilma Rudolph (2. Platz der Hörzu-Leserwahl)

### Bester Sportreporter
- Dieter Kürten

## Sonstiges
- Erstmals wurde eine Europäische Goldenen Kamera vergeben (an die Eurovision).
- Andrea Dyzert (Tennis-Nachwuchs) nahm den Preis für Björn Borg entgegen.